# Vallum
S'anomena vallum a la totalitat o a una part de les fortificacions d'un campament romà.
La vallum normalment es componia d'un terraplè de terra o gespa (agger), amb una estacada de fusta en la part superior, i disposava d'un fossat exterior (fossa). El nom assenyala pròpiament l'estacada que es desenvolupava al llarg de la vora exterior, a la part superior del terraplè o agger, però s'utilitza generalment per a referir-se al conjunt de la fortificació.

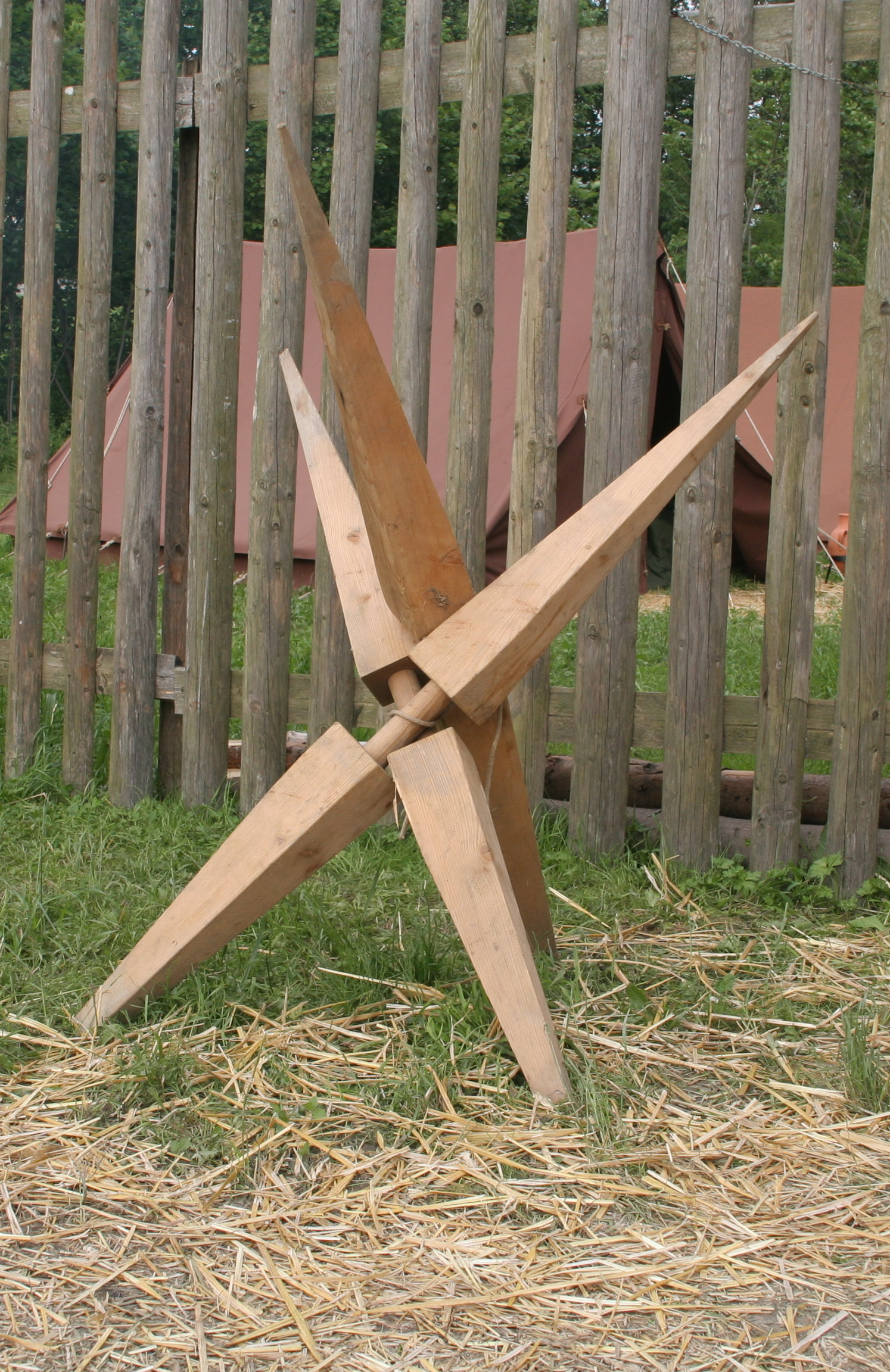
Vallum

Les valli (χάρακες) de l'Antiga Grècia, imitades i millorades pels romans, són descrites per Polibi i Titus Livi, que comparen entre la vallum dels grecs i la dels romans, adjudicant avantatge a aquesta última. Tots dos sistemes utilitzen arbres joves o les branques dels arbres més grans, però les valli dels grecs eren molt més grans i no tallaven les branques secundàries, deixant que fossin les ramificacions i les fulles les que segellessin l'espai entre un tronc i el següent. Per contra, els romans van disposar els troncs molt més junts, entrellaçant les branques, i esmolant la part superior. Aquesta diferència permetia que els atacants poguessin remoure els troncs estirant el brancatge en les valli gregues, mentre que, per contra, a l'estacada romana fos molt difícil d'extreure, i que l'eliminació d'un pal buidés un buit molt estret.
Degut en part a aquestes diferències, les valli gregues es formaven amb troncs tallats en el mateix lloc, mentre que el vallum romà preparava els pals per endavant. El clos podia confeccionar-se amb qualsevol fusta forta, però generalment es va preferir roure.
Durant la marxa, cada soldat romà portava tres o quatre estaques de fusta forta, almenys d'1,5 m (5 peus) de llarg, i punxegudes en tots dos extrems. Diverses d'aquestes estaques han estat trobades en excavacions, prou ben conservades per a demostrar que s'estrenyien en el centre. Atès que aquesta geometria per si mateixa no podria haver estat utilitzada per a formar l'estacada de la vallum d'un campament, s'ha suggerit que l'estrenyiment es realitzava per a facilitar el lligat de les estaques en grups de tres, a fi de formar una estructura tridimensional en forma d'"eriçó", que es podria col·locar sobre el promontori (ager) de la vallum. És probable que, a l'estil grec, aquest entramat es complementés amb el material que es pogués trobar a mà, com a branques d'arbres o arbustos espinosos.

## Exemples
Alguns exemples de vallum:
- "El Vallum", una part del mur d'Adrià (Anglaterra, romà)
- Mur de Trajà (Romania, època bizantina)
- Mur d'Atanaric (Romania, Moldàvia, segles II-IV, probablement feta pels gots)